# Abbaye de Port-Royal de Paris
Pour les articles homonymes, voir Port-Royal.
Ne doit pas être confondu avec Port-Royal des Champs.
L’abbaye de Port-Royal de Paris a été fondée au XVIIe siècle pour décongestionner la maison-mère située en l'abbaye de Port-Royal des Champs. Elle a été fermée en 1790 à la suite de l'expulsion des religieuses, ensuite remplacées par les sœurs visitandines.
Le bâtiment est inscrit comme monument historique français depuis 1928.
L'abbaye, située aujourd'hui dans l'enceinte de l'hôpital Cochin, est longée par le boulevard de Port-Royal.

## Historique
L'hôtel de Clagny fut construit par Pierre Lescot entre 1566 et 1569 au faubourg Saint-Jacques à Paris. À sa mort en 1578, Léon Lescot, son neveu en hérite. Le 20 mars 1623 Léon donne à Jehan Blondeau, son valet de chambre et à son petit neveu Robert de Romain, clerc du diocèse de Meaux, « le jardin potager et les jardins vulgairement appelés de Claigny ». Par acte du 19 juillet 1624, Léon échange l’hôtel de Clagny avec Angélique Arnauld, religieuse abbesse de Port Royal des Champs contre une rente de 1 500 livres. Léon meurt le 11 novembre 1624, il est inhumé avec son oncle à Notre Dame.
L'hôtel de Clagny sera remanié vers 1626, pour y accueillir le couvent cistercien de Port-Royal et décongestionner ainsi la maison mère de Port-Royal des Champs à Magny-les-Hameaux dans la vallée de Chevreuse.

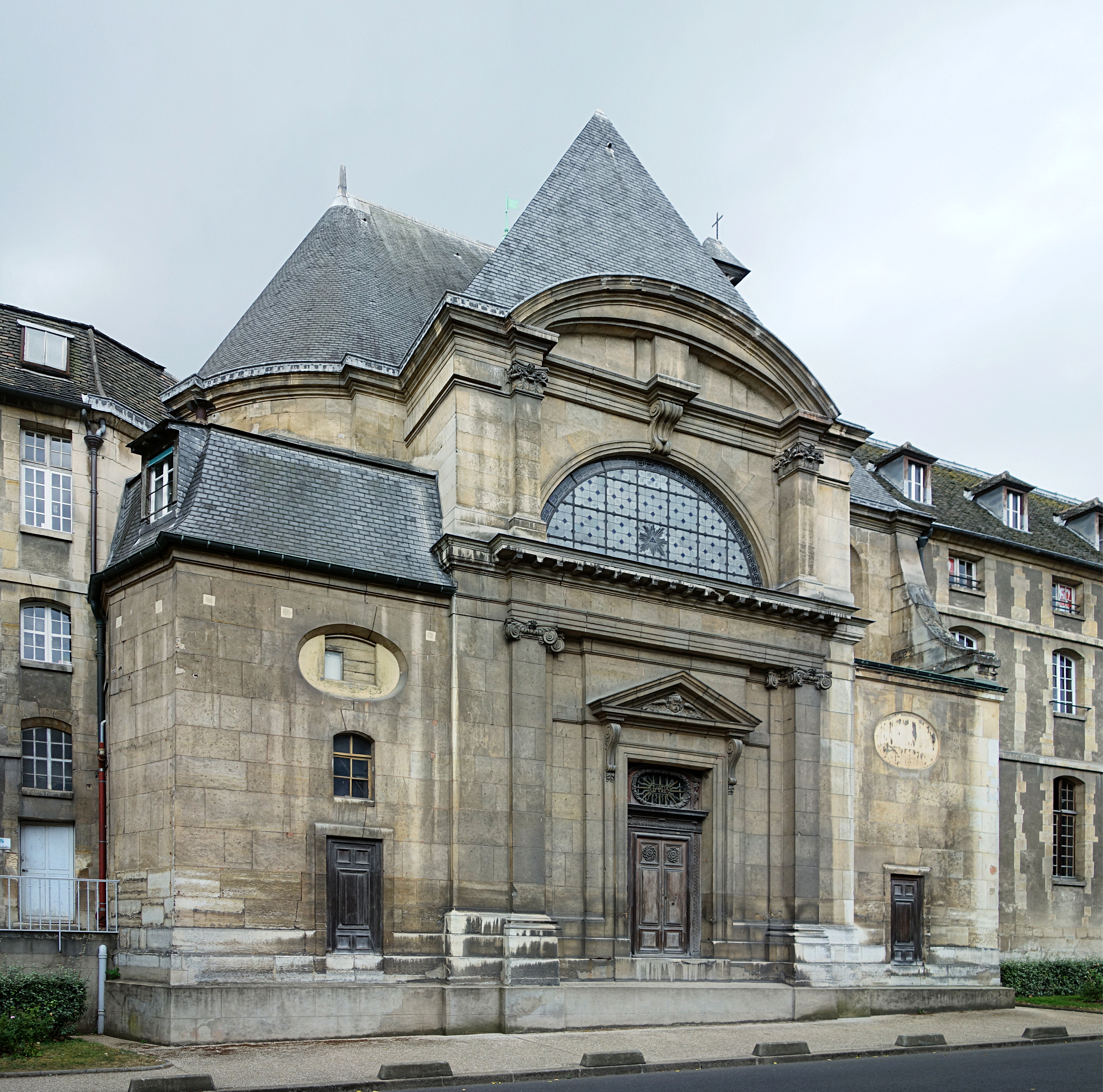
Chapelle du Très Saint Sacrement.

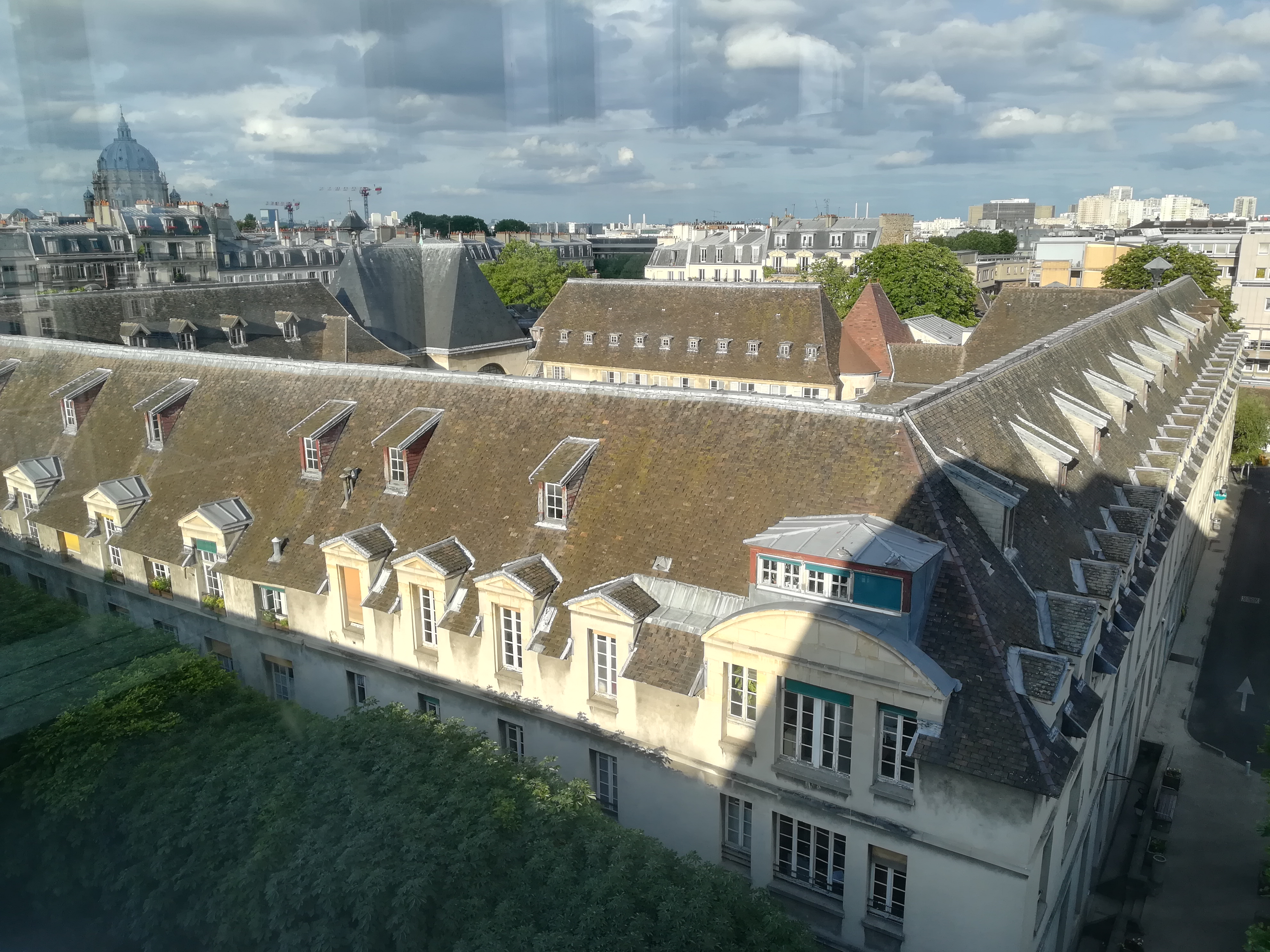
Vue d'ensemble.

La chapelle est construite entre 1646 et 1648, sur les plans de l'architecte Antoine Lepautre. Celui-ci prévoyait une riche décoration intérieure du bâtiment. Le projet est annulé par mère Angélique, qui privilégiait le dépouillement. Le cloître est érigé entre 1652 et 1655.
Angélique Arnauld, alors âgée de 35 ans, prend possession de l’hôtel en 1625. Grâce à la générosité de puissants amis aristocratiques, en 1626, elle demande à l’architecte Antoine Le Pautre de construire des bâtiments monastiques et une église qui sera bénie en 1648 sous le vocable du Saint-Sacrement. Angélique meurt en 1661.
Agnès Arnauld, abbesse de 1661 à 1671 et sœur d’Angélique, dans son ouvrage Constitutions du monastère de Port Royal du Saint Sacrement, à Paris, indique comment sont choisies les sœurs converses : « Les sœurs converses seront choisies saines de corps et d'esprit, doux et docile accompagné de solidité, afin que les occupations exterieures ne leur ostent point l'esprit interieur... On prend soigneusement garde si elles affectionnent leur condition, et que ce ne soit pas seulement l'incapacité d'estre de Chœur mais un veritable amour de la bassesse et de l'humiliation qui leur fassent embrasser cet estat, estant bien aises que la providence de Dieu en ait fait le choix pour elles en ne leur donnant pas les talens necessaires pour aspirer à autre chose. Que si mesme quelque fille qui seroit capable d'estre du Chœur demande d'estre Converse et que cela se puisse faire avec discretion, on luy accordera. [...] Que les Sœurs converses se glorifient donc en leur hautesse comme dit S. Jacques, qui consiste en leur petitesse et en leur abaissement ». Deux guérisons miraculeuses sont attestées dans l’enceinte du couvent : celle de Marguerite Périer, nièce de Blaise Pascal et celle de sœur Catherine de Sainte Suzanne, fille de Philippe de Champaigne.
L'institution est un foyer du jansénisme. Les sœurs ayant refusé en août 1664, de se rétracter sont expulsées et remplacées par les visitandines jusqu’à la Révolution. Le couvent de Port-Royal sera fermé en 1790 ; il servira de prison de 1790 à 1795 sous le nom de prison de Port-libre ou de la Bourbe. Chrétien Guillaume de Lamoignon de Malesherbes (avocat de Louis XVI à son procès) et Madame de Tourzel, ancienne gouvernante des enfants de Louis XVI, y furent détenus.
Par arrêté du 19 octobre 1928, les façades des bâtiments qui entourent la chapelle sont inscrites au titre des monuments historiques et, par arrêté du 24 octobre 1933, la chapelle, le chœur des religieuses, les façades et toitures du pavillon de l'administration, le cloître et son aire, l'ancienne salle capitulaire sont classées monument historique.

### Les maternités de Port-Royal et Baudelocque

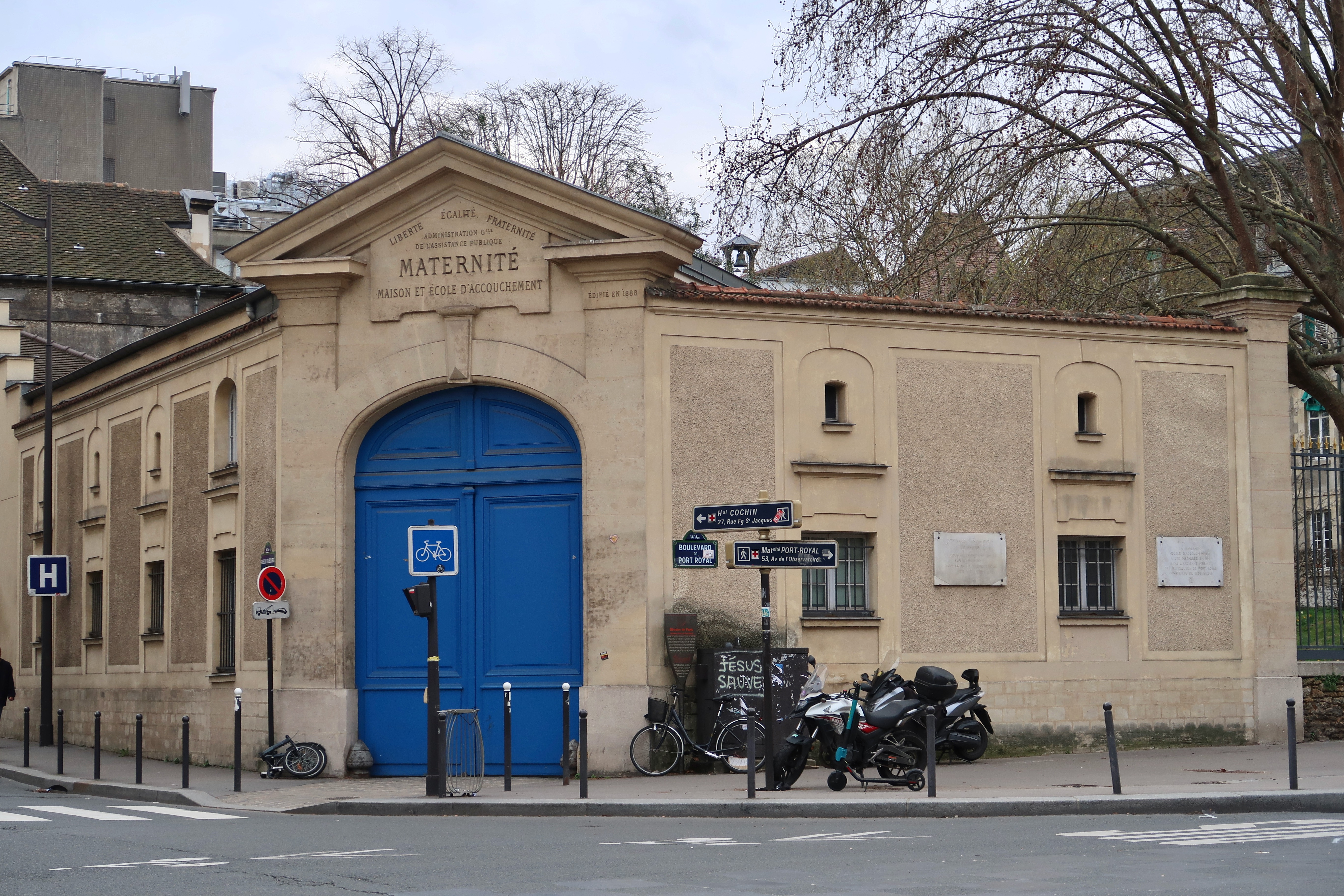
Maternité de Port-Royal au croisement du Bd de Port-Royal et de la rue du Faubourg-Saint-Jacques (Paris, 14e). Panneau Histoire de Paris sur l'ancienne abbaye de Port-Royal.

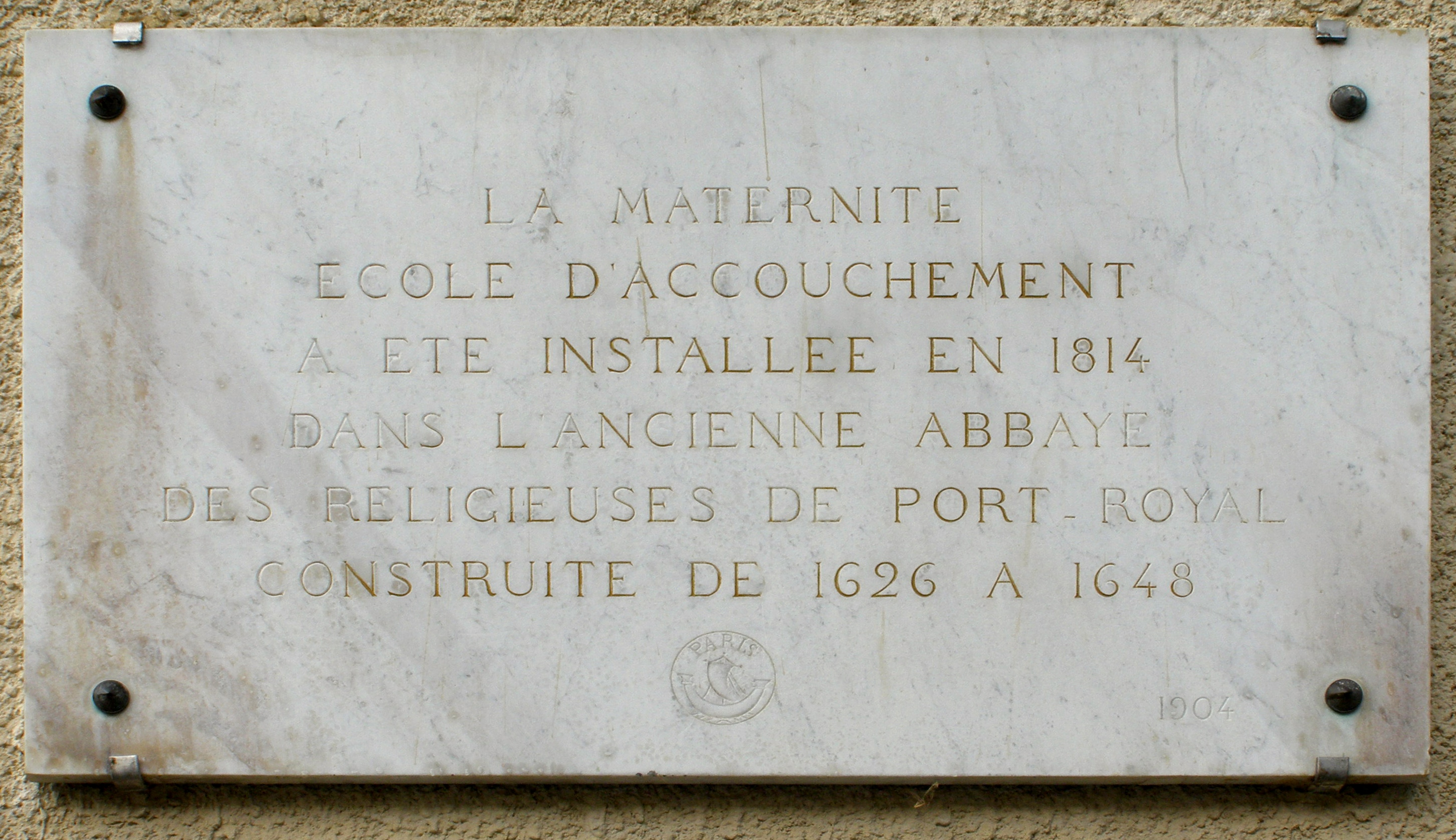
Plaque boulevard de Port-Royal.

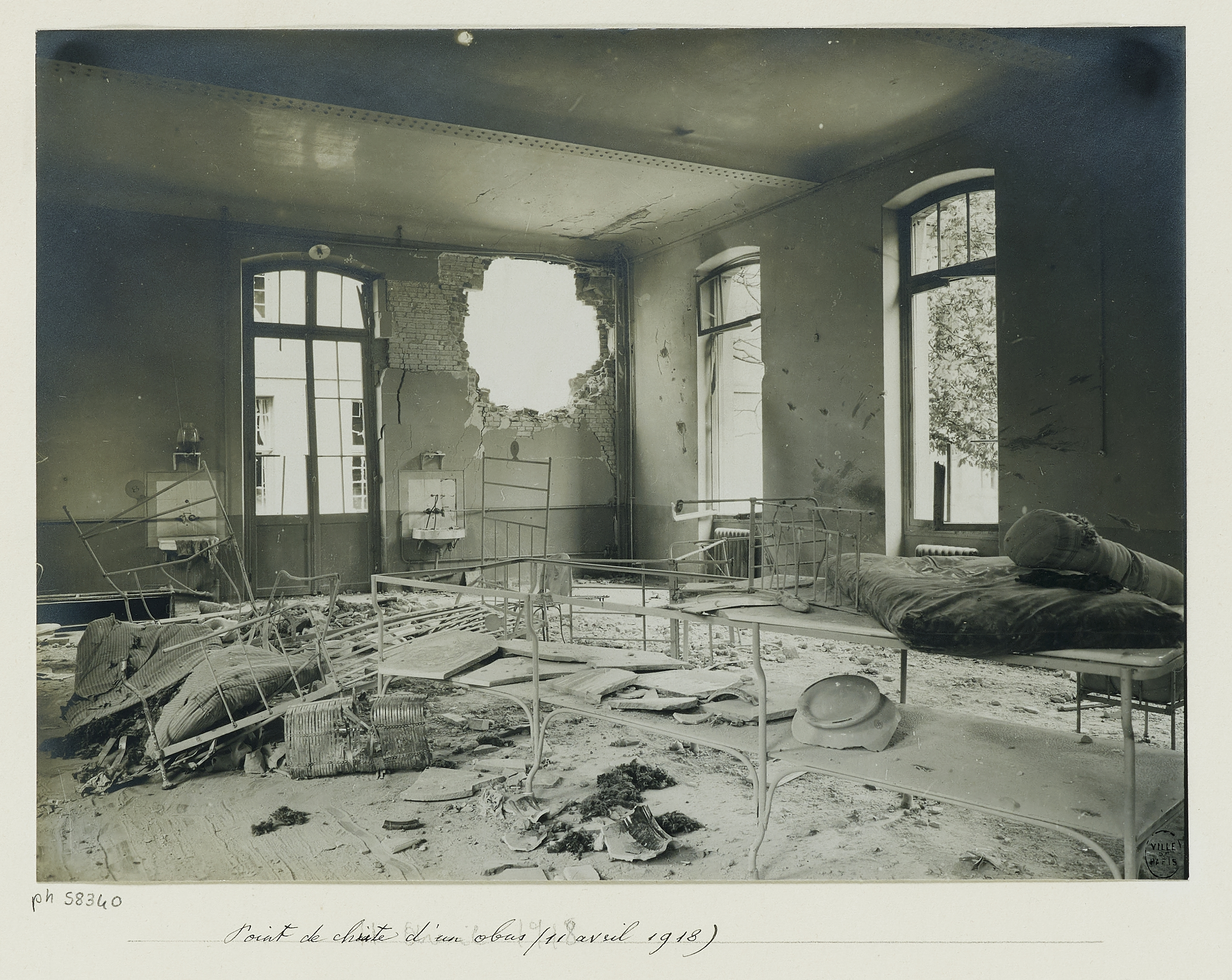
Bombardement de la maternité de la Maison d'accouchement Baudelocque. 11 avril 1918.

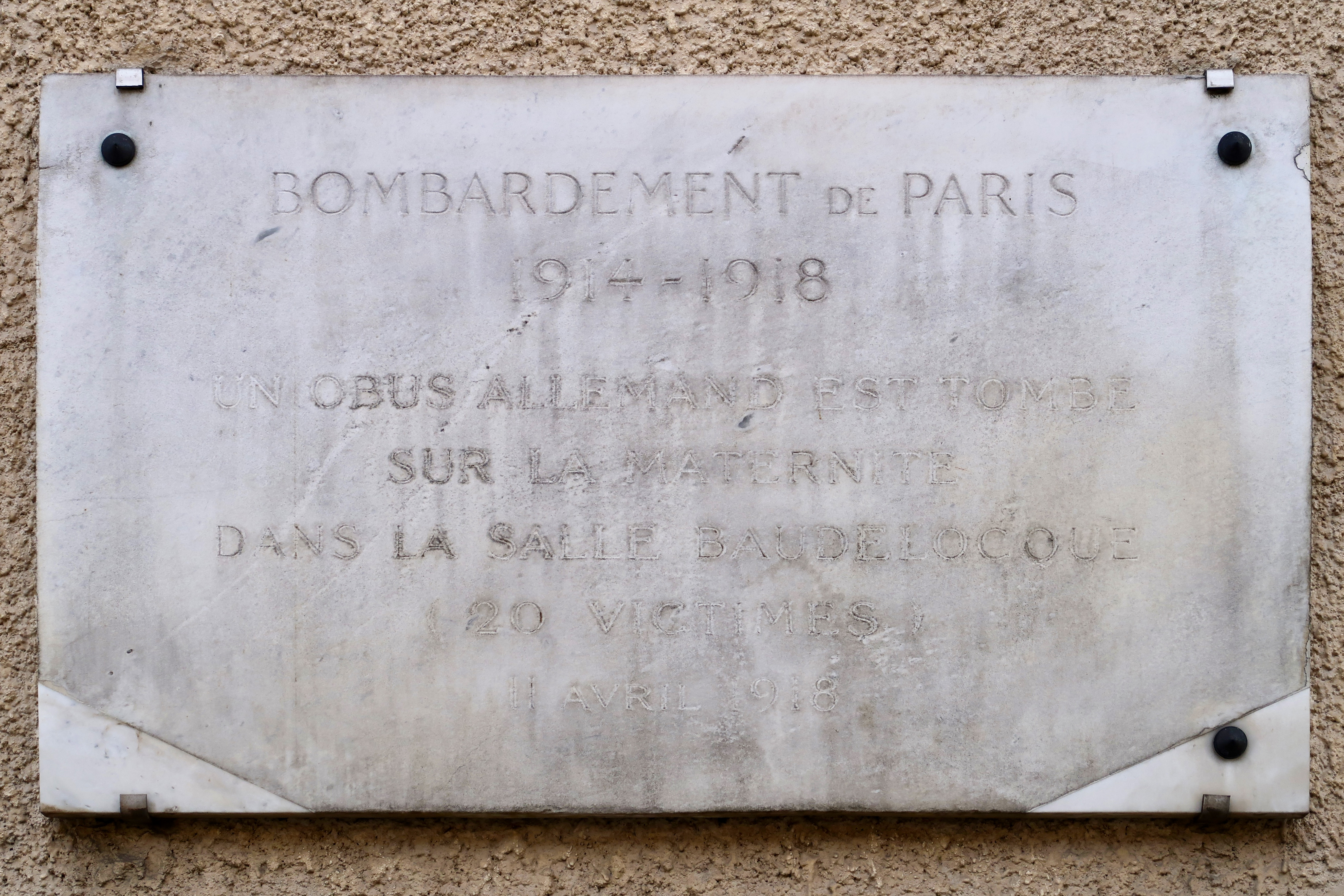
Plaque dans le même secteur, rappelant les bombardements de la Première Guerre mondiale.

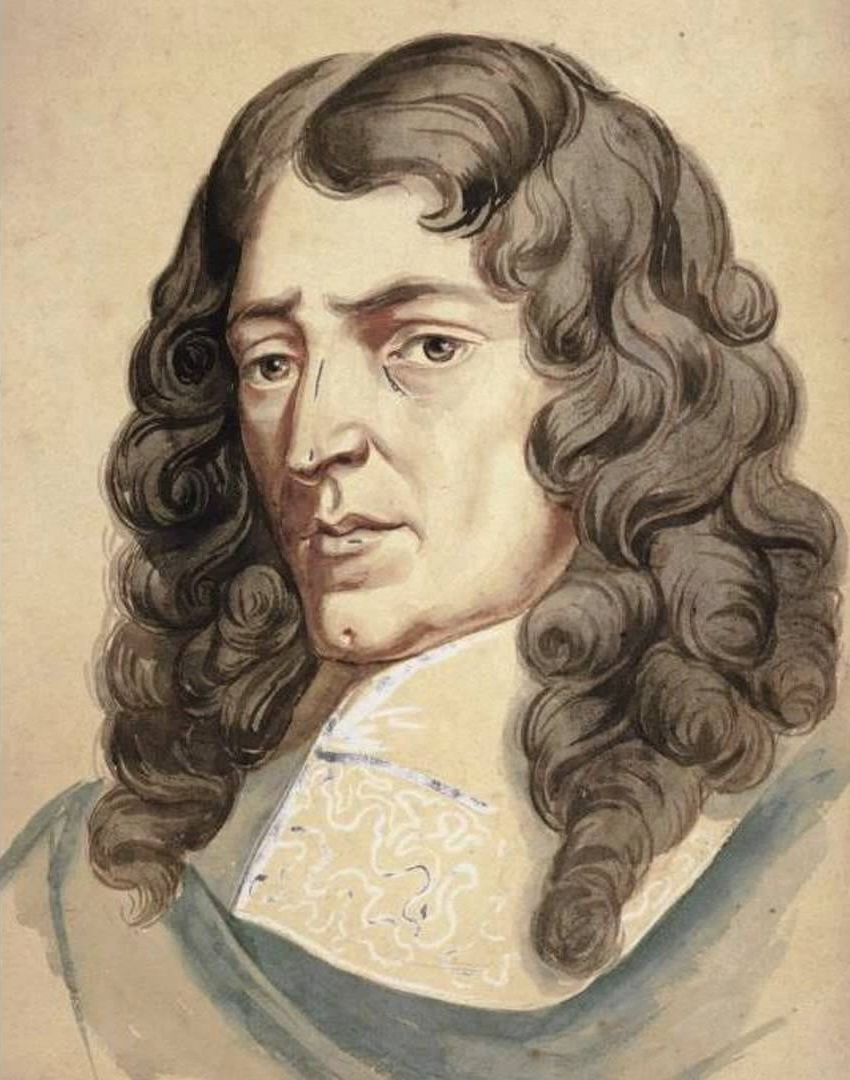
Marc-Antoine Charpentier, compositeur de l'abbaye.

Le 7 ventôse an II (25 février 1794), la Convention fonde l'Hospice de la Maternité qu'elle installe dans les bâtiments du couvent du Val de Grâce (actuel 5e arrondissement de Paris). L'hôpital des Enfants-Trouvés, au parvis de Notre-Dame, est trop petit et est abandonné. L'hospice de la Maternité est mis en service au Val-de-Grâce le 25 messidor an III (13 juillet 1795). Un nouveau décret de la Convention le 10 vendémiaire an IV (2 octobre 1795) réattribue le Val-de-Grâce à la création d'un hôpital militaire pour la police et transfère l'hospice de la Maternité sur deux endroits : le couvent de Port-Royal au faubourg Saint-Jacques, et l'Oratoire (hôpital Saint-Vincent-de-Paul, originellement une possession de la Société de l'oratoire de Jésus) dans la rue d'Enfer (future avenue Denfert-Rochereau). Le 25 vendémiaire (17 octobre), l'hospice de la Maternité prend possession de Port-Royal ; les premières femmes enceintes y arrivent le 14 thermidor an IV (1er août 1796), alors que les bâtiments de l'Oratoire sont encore en cours d'aménagement pour la nouvelle activité.
L'hospice de la Maternité, hôpital public, réunit deux services jusque là installés à l'Hôtel-Dieu de Paris : le service d'aide aux femmes en couches (service des accouchements) et celui de la lutte contre l'abandon des nouveau-nés. Les accouchements sont partagés entre Port-Royal et l'Hôtel-Dieu jusqu'au 19 frimaire an VI (9 décembre 1797) ; à partir de cette date, les accouchements se font à l'Oratoire, et Port-Royal abrite la section allaitement.
En 1814, les services de maternité sont transférés à Port-Royal, qui est officiellement nommé Maternité de Port-Royal.
En 1890, la clinique Baudelocque est créée par la faculté de médecine de Paris et construite dans les jardins de la Maternité, à l'ouest du cloître. Son nom rappelle le rôle de Jean-Louis Baudelocque, professeur d'obstétrique de la fin du XVIIIe siècle.
Le 14 mai 1897 y est inauguré un des tout premiers laboratoires de radiographie de France, avec celui d'Antoine Béclère à l'hôpital Tenon.
Durant le bombardement de Paris, le 11 avril 1918 la clinique Baudelocque est frappée par un obus allemand, faisant 20 victimes.
En plus d'être un service dédié aux accouchements amélioré d'un service de consultations, la clinique obstétricale de la Faculté devient un lieu d'enseignement pour les étudiants en médecine et un centre de recherche. De nouveaux bâtiments sont construits de 1922 à 1929.
Au début des années 1950, le pédiatre néonatologue Alexandre Minkowski crée à la maternité Baudelocque, le premier centre de soins pour les bébés prématurés. À côté de ce service clinique est créé en 1955 le laboratoire de recherche « Biologie du développement fœtal et néonatal », de l'INH/association Claude-Bernard, qui deviendra en 1964 l'Unité de recherche Inserm 29. Alexandre Minkowski la dirigera jusqu'en 1985.
À partir de 1960, les deux maternités Baudelocque et Port-Royal tiennent en commun les registres d'entrée et sont rattachées progressivement à l'hôpital Cochin, faisant partie du même groupe hospitalier.
En 1966, la Maternité Port-Royal est installée dans de nouveaux bâtiments. Le cloître, la chapelle et la salle capitulaire de l'ancienne abbaye ont été conservés et intégrés dans l'hôpital Cochin. Le cloître abrite actuellement la direction de l'établissement.
En 1966, Alexandre Minkowski crée dans le bâtiment de Port-Royal le premier service de réanimation et de néonatalogie, service qui porte aujourd'hui son nom. Il le dirige jusqu'en 1986.
Les bâtiments de la clinique Baudelocque sont démolis en 2007.

#### Historique de la chaire obstétricale de la maternité de Port-Royal
- 1950-1955 : Professeur Maurice Lacomme
- 1957 : Professeur Jacques Varangot

#### Historique de la Chaire obstétricale de la maternité Baudelocque
- 1889 : Professeur Adolphe Pinard
- 1914 : Professeur Alexandre Couvelaire
- 1944 : Professeur Louis Portes
- 1955-1967 : Professeur Maurice Lacomme
- 1968-1974 : Professeur François Lepage

## Liste des abbesses
- 1626-1661 : Angélique Arnauld

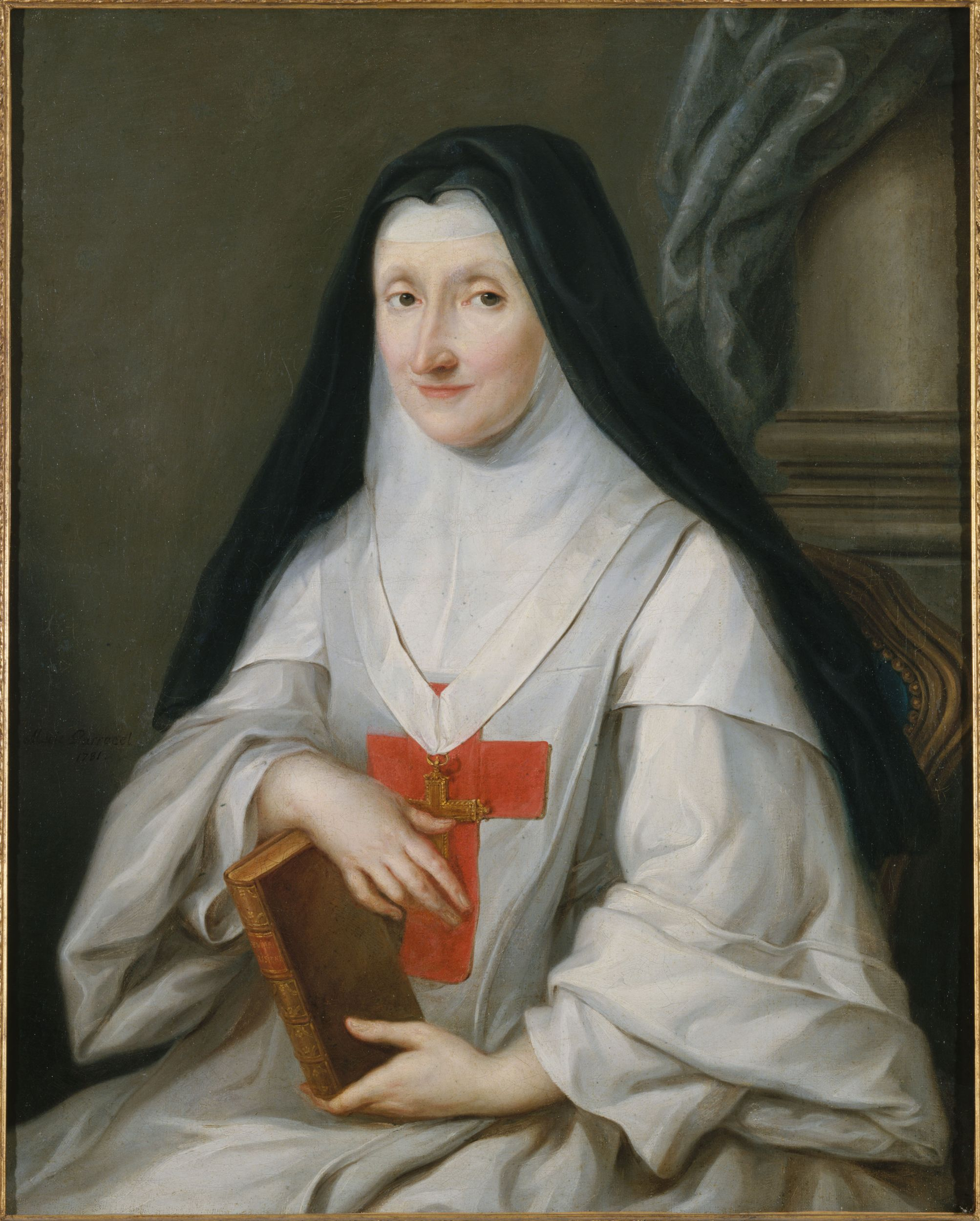
L'abbesse Marie-Jeanne-Florimonde de Dio de Montpeyroux par Marie Parrocel, 1781.

- 1661-1671 : Agnès Arnauld (sœur de la précédente)
- 1671-1685 : Marie-Dorothée Perdereau
- 1685-1695 : Elisabeth-Marguerite de Harlay de Champvallon
- 1695-1702 : Marie-Anne de Harlay de Champvallon
- 1702-1711 : Marie-Louise-Françoise de Rousselet de Château-Renauld
- 1711-1741 : Henriette-Marie-Palatine de Dio de Montpeyroux
- 1741-1742 : Louise-Claire de Montmorin de Saint-Hérem
- 1742-1769 : Henriette-Marie-Palatine de Dio de Montpeyroux
- 1769-1790 : Marie-Jeanne-Florimonde de Dio de Montpeyroux

L'hospice de la Maternité avait été ouvert en 1795 dans les locaux de l'abbaye de Port-Royal de Paris et ceux de l'Oratoire, voisins. Pour les différents noms portés par les institutions, pour leur regroupement et leur séparation, pour l'arrêté les créant.

## Personnalités locataires à l'abbaye
- 1727 : Henriette-Marie Le Hardy de la Trousse, veuve d'Amédée Alphonse d'Alpazzo (dal Pozzo), prince de La Cisterna[14]
- 1762 : Geneviève Charlotte Gervais, femme de Charles Aubretique, écuyer sieur de Ronquerelles[14]
- 1784 : Christine Cotte, femme de Jean-Gaston Legier, auditeur à la cour des comptes[14]